# Reakcja łańcuchowa ligazy
Reakcja łańcuchowa ligazy, ligazowa reakcja łańcuchowa, LCR (z ang. ligase chain reaction) – metoda stosowana w biologii molekularnej do wykrywania określonych fragmentów kwasów nukleinowych.
Dla poszukiwanej sekwencji projektuje się dwa komplementarne, bezpośrednio sąsiadujące z sobą fragmenty DNA (sondy), każdy o długości na przykład 20 nukleotydów. Jeśli szukana sekwencja znajduje się w mieszaninie reakcyjnej, wówczas sondy z nią hybrydyzują (łączą się), ustawiając się tuż obok siebie. Obecna w mieszaninie ligaza DNA ma wówczas możliwość utworzenia wiązania chemicznego między obiema sondami i zespolenia ich w jedną cząsteczkę DNA (w tym przykładzie o długości 40 nukleotydów). Etapy hybrydyzacji i ligacji powtarza się wielokrotnie, po czym przeprowadza elektroforetyczny rozdział mieszaniny w celu sprawdzenia obecności połączonych sond DNA (w tym przykładzie o długości 40 nukleotydów).